# حزب الاتحاد الوطني
حزب الاتحاد الوطني (بالإنجليزية: National Unity Party)‏ هو حزب سياسي قبرصي شمالي، أسس في 1975، يقع مقره في شمال نيقوسيا.

## أعضاء بارزون
- كود سباركل
- تحديث القائمة

- رؤوف دنكطاش
- درويش إروغلو
- إرسين تاتار
- إيرسن كجك
- حسين أوزكركن
- Tahsin Ertuğruloğlu
- Hakkı Atun
- Osman Örek
- Mustafa Çağatay
- Nejat Konuk